# 박해묵
박해묵(朴海默, 1875년 2월 14일 ~ 1934년 10월 7일)은 일제강점기의 관료로, 호는 소석(小石)이며 본적은 경성부 삼청정이다.

## 생애
1903년 8월 24일 함흥전보사 주사로 임명되었으며 1904년 2월 1일 부산전보사 주사로 임명되었다. 1907년 7월 7일 대동학회 재정경리위원, 1907년 11월 21일 일진회 자위단원호회 제8부위원장(함경남도 담당)을 역임했고 1908년 12월 21일 일진회 평의원, 1909년 12월 7일 일진회 총대를 역임했다.
일진회 평의원과 총대 재직 시절 국권 회복 투쟁에 나섰던 의병 활동을 방해하는 한편 합방 청원 운동에 주도적으로 참여했다. 일진회 평의원 재직 시절 일진회가 1909년 12월 3일에 열린 임시총회에서 합방 청원을 의결했고 1909년 12월 4일 일진회 명의로 상소문과 대국민 성명서를 발표할 때에 참여했다. 1909년 12월 7일에 열린 일진회 임시총회에서 합방 청원에 반대한 부회장 홍긍섭(洪兢燮), 원임총무원 한석진(韓錫振), 윤길병(尹吉炳)이 제출한 퇴회청원서를 수리하기로 결정할 때에도 참여했다.
1910년 9월 12일 일진회 해산 당시에 평의원으로 재직했으며 해산비 300원을 분배받았다. 1912년 6월 19일 시천교 종무원, 1913년 5월 12일 시천교 서화과 주임을 역임했고 1915년 4월 시천교 경리과 주임을 역임했다. 1921년 4월 23일 유민회 평의원을 역임했고 1924년 3월 내선융화의 실현을 목표로 내건 친일단체인 각파유지연맹 발기인과 임시간사를 역임했다. 1924년 3월 25일에 열린 각파유지연맹 발회식에서 조선의 독립 운동을 반대하고 조선총독부와 일제의 식민지 통치 정책을 지원한다는 선언문을 발표했다.
1925년 1월 6일 시국대동단 발기인과 집행위원으로 임명되었고 1929년 4월 5일 시천교 중앙종무위원, 1931년 3월 29일 시천교 도사, 1931년 11월 16일 단군신전봉찬회 이사를 역임했다. 일진회 평의원 재직 시절 한일 합방에 기여한 공로를 인정받아 1934년 일본의 우익 단체 흑룡회가 한일 합방에 공헌한 일본 정치인과 조선인 인사를 기념하기 위해 건립한 일한합방기념탑에도 기록되었다.

## 사후
- 민족문제연구소의 친일인명사전 수록자 명단의 친일단체 부문, 친일반민족행위진상규명위원회가 발표한 친일반민족행위 705인 명단에 포함되었다.

## 같이 보기
- 일진회

## 참고자료
- 친일반민족행위진상규명위원회 (2009). 〈박해묵〉. 《친일반민족행위진상규명 보고서 Ⅳ-7》. 서울. 350~367쪽.